# Дрофинська сільська рада
Дро́финська сільська́ ра́да — адміністративно-територіальна одиниця та орган місцевого самоврядування в Нижньогірському районі Автономної Республіки Крим. Адміністративний центр — село Дрофине.

## Загальні відомості
- Населення ради: 2 173 особи (станом на 2001 рік)

## Населені пункти
Сільській раді були підпорядковані населені пункти:
- с. Дрофине
- с. Стрепетове
- с. Яструбки

## Склад ради
Рада складалася з 16 депутатів та голови.
- Голова ради: Мельник Любов Миколаївна
- Секретар ради: Вєтрова Євгенія Миколаївна

### Керівний склад попередніх скликань
| Прізвище, ім'я, по батькові | Основні відомості                                                                                          | Дата обрання | Дата звільнення |
| --------------------------- | --- | ------------ | --------------- |
| Мельник Любов Миколаївна    | Сільський голова, 1955 року народження, освіта вища, член Соціал-демократичної партії України (об'єднаної) | 26.03.2006   | 31.10.2010      |
| Мельник Любов Миколаївна    | Сільський голова, 1955 року народження, освіта вища, член Партії регіонів                                  | 31.10.2010   |                 |

Примітка: таблиця складена за даними сайту Верховної Ради України

### Депутати
За результатами місцевих виборів 2010 року депутатами ради стали:

#### За суб'єктами висування
| Суб'єкт висування | Кількість обраних депутатів | %   |
| ----------------- | --------------------------- | --- |
| Самовисування     | 16                          | 100 |

#### За округами
| № округу | Прізвище, ім'я, по батькові         | Дата визнання обраним | Освіта  | Партійна приналежність | Відомості про обраного депутата              |
| -------- | ----------------------------------- | --------------------- | ------- | ---------------------- | -------------------------------------------- |
| 1        | Касько Олег Михайлович              | 03.11.2010            | середня | позапартійний          | приватний підприємець                        |
| 2        | Каун Віра Юріївна                   | 03.11.2010            | середня | позапартійна           | Дрофинська сільська рада, технічний робітник |
| 3        | Ебубекірова Зінаїда Анатоліївна     | 03.11.2010            | середня | позапартійна           | Дрофинська сільська рада, технічний робітник |
| 4        | Вініченко Віктор Онисимович         | 03.11.2010            | середня | позапартійний          | приватний підприємець                        |
| 5        | Аблякімов Рустем                    | 03.11.2010            | середня | позапартійний          | приватний підприємець                        |
| 6        | Вєтрова Євгенія Миколаївна          | 03.11.2010            | середня | позапартійна           | виконком сільської ради, секретар            |
| 7        | Куртмалаєв Куртжеміль Куртмемедович | 03.11.2010            | середня | позапартійний          | автозаправна станція, оператор               |
| 8        | Дорошенко Микола Якович             | 03.11.2010            | середня | позапартійний          | пенсіонер                                    |
| 9        | Джемілов Айдер Рустемович           | 03.11.2010            | вища    | позапартійний          | тимчасово не працює                          |
| 10       | Надієвець Тетяна Іванівна           | 03.11.2010            | вища    | позапартійна           | Дрофинська сільська рада, головний бухгалтер |
| 11       | Куртмалаєв Сервер Куртмемедович     | 03.11.2010            | середня | позапартійний          | автозаправна станція, оператор               |
| 12       | Сейдаметова Алія Рефатівна          | 03.11.2010            | вища    | позапартійна           | Дрофинська сільська рада, землевпорядник     |
| 13       | Джемілов Рустем Аблязович           | 03.11.2010            | середня | позапартійний          | приватний підприємець                        |
| 14       | Абкелямов Дилявер Абселямович       | 03.11.2010            | середня | позапартійний          | ВАТ НПТІ «Компанія Економікс», бригадир      |
| 15       | Бекіров Узрет Кутузович             | 03.11.2010            | середня | позапартійний          | тимчасово не працює                          |
| 16       | Джепарова Сакінє Фазилівна          | 03.11.2010            | вища    | позапартійна           | Дрофинська загальноосвітня школа, вчитель    |